# Jarnsaxa (Mond)
Jarnsaxa (auch Saturn L) ist einer der kleineren äußeren Monde des Planeten Saturn.

## Entdeckung
Die Entdeckung von Jarnsaxa durch Scott S. Sheppard, David C. Jewitt, Jan Kleyna und Brian G. Marsden auf Aufnahmen vom 5. Januar bis zum 29. April 2006 wurde am 26. Juni 2006 bekannt gegeben. Jarnsaxa erhielt zunächst die vorläufige Bezeichnung S/2006 S 6. Benannt wurde der Mond nach Járnsaxa, einer der neun Ägirstöchter aus der nordischen Mythologie.

## Bahndaten
Jarnsaxa umkreist Saturn auf einer retrograden exzentrischen Bahn in rund 965 Tagen. Die Bahnexzentrizität beträgt 0,216, wobei die Bahn mit 163° gegen die Ekliptik geneigt ist.

## Aufbau und physikalische Daten
Jarnsaxa besitzt einen Durchmesser von etwa 6 km.